# Charles Wheatstone
Charles Wheatstone (Gloucester, 6 de fevereiro de 1802 — Paris, 19 de outubro de 1875) foi um cientista britânico.

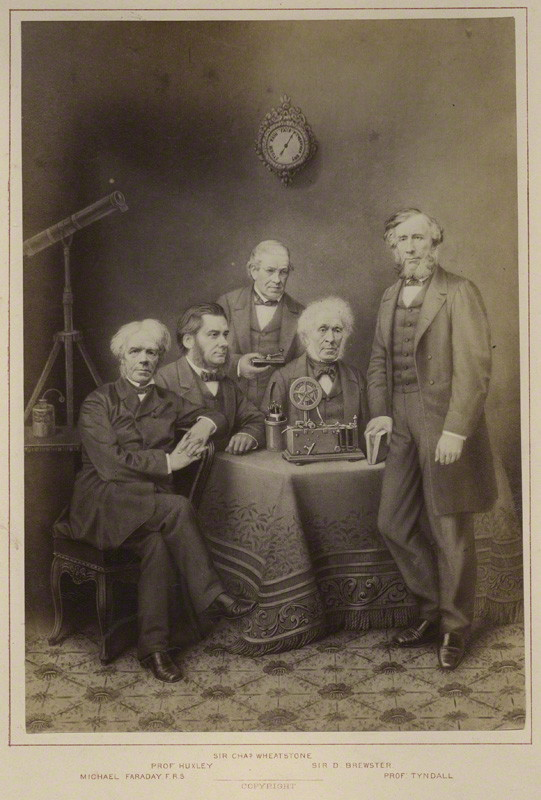
Da esquerda para a direita: Michael Faraday, Thomas Henry Huxley, Charles Wheatstone, David Brewster e John Tyndall

Inventor de muitas das inovações científicas da era vitoriana, incluindo a concertina inglesa, o estereoscópio (um dispositivo para exibir imagens tridimensionais), e a cifra Playfair (uma técnica de criptografia). No entanto, Wheatstone é mais conhecido como uma das grandes figuras no desenvolvimento da telegrafia e pela ponte de Wheatstone. Embora o circuito tenha sido inventado por Samuel Hunter Christie, Wheatstone foi certamente o pioneiro na exploração do mesmo para fazer medidas de resistências.